# Malacothrix
Pour l’article homonyme, voir Malacothrix typica, qui traite de l'unique espèce du genre zoologique homonyme, Malacothrix.
Genre
Classification phylogénétique
Malacothrix est un genre de plantes à fleurs de la famille des Asteraceae. 

## Liste d'espèces
- Malacothrix californica DC.
- Malacothrix clevelandii Gray
- Malacothrix coulteri Harvey et Gray
- Malacothrix crispifolia W.S.Davis
- Malacothrix fendleri Gray
- Malacothrix floccifera (DC.) Blake
- Malacothrix foliosa Gray
- Malacothrix glabrata (A.Gray ex D.C.Eaton) A.Gray
- Malacothrix incana (Nutt.) Torr. et Gray
- Malacothrix indecora Greene
- Malacothrix insularis Greene
- Malacothrix intermedia W.S.Davis
- Malacothrix junakii W.S. Davis
- Malacothrix phaeocarpa W.S. Davis
- Malacothrix polycephala W.S.Davis
- Malacothrix saxatilis (Nutt.) Torr. et Gray
- Malacothrix similis W.S.Davis et Raven
- Malacothrix sonchoides (Nutt.) Torr. et Gray
- Malacothrix sonorae W.S.Davis et Raven
- Malacothrix squalida Greene
- Malacothrix stebbinsii W.S.Davis et Raven
- Malacothrix torreyi Gray